# Redbreast

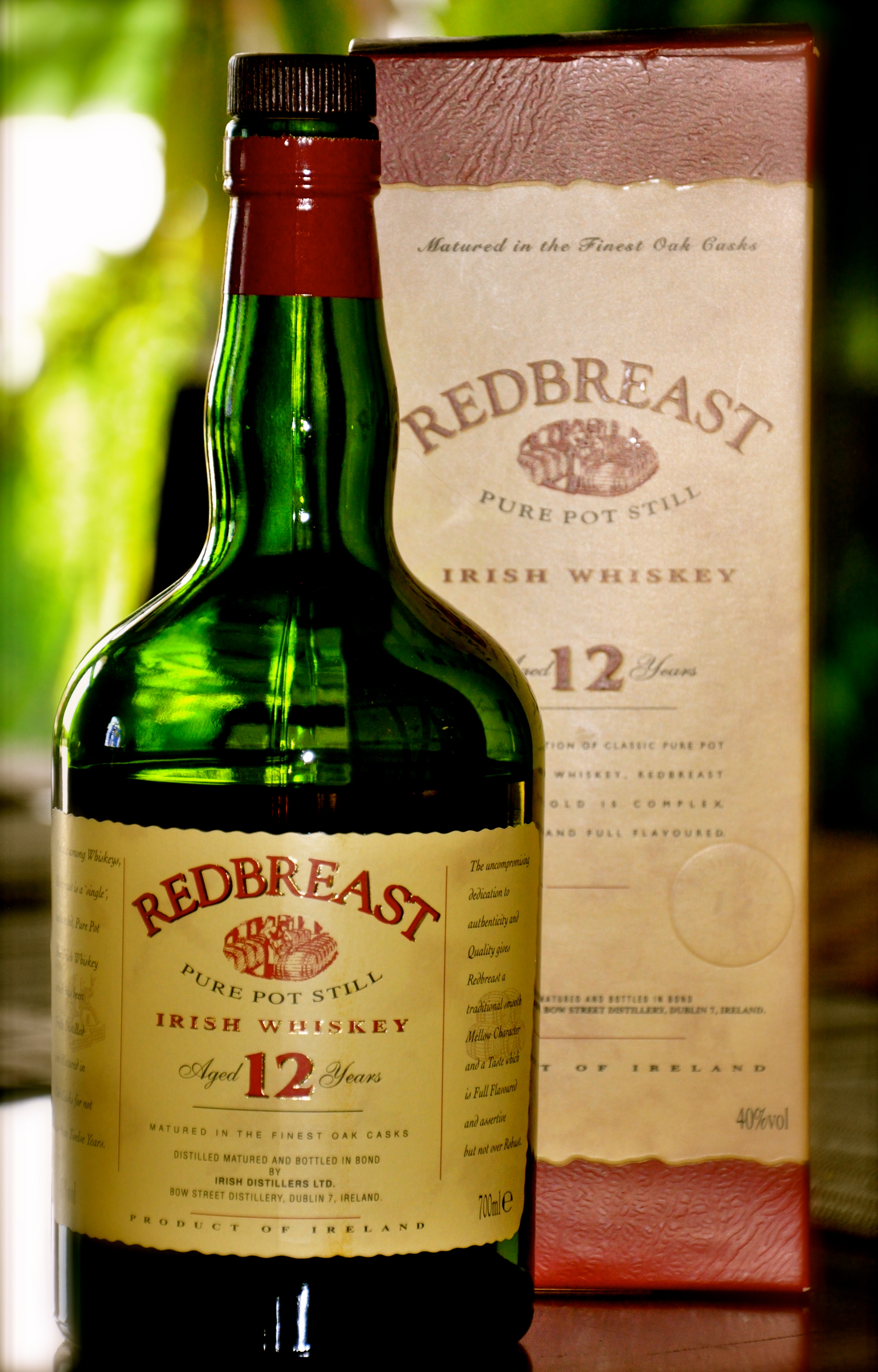
Bouteille et coffret de Redbreast 12 ans dans son habillage du début des années 2010

Redbreast est une marque de whiskey irlandais ayant appartenu originellement à W & A Gilbey Ltd en utilisant la production de John Jameson & Son et maintenant propriété de Pernod-Ricard.

## Histoire
L'histoire de cette marque de whiskey irlandais est directement liée à celle des deux frères Walter et Alfred Gilbey. De retour de la guerre de Crimée, les deux frères ouvrent une épicerie à Londres en 1857.
En 1861, la société ouvre une succursale à Dublin dans Sackeville Street (avenue renommée O'Connell Street après l'indépendance). À l'époque, les distilleries avaient l'habitude de vendre le distillat aux marchands de vin ou "bonders", qui disposaient d'un grand nombre de fûts grâce à l'importation de vins fortifiés et faisaient vieillir le whisky eux-mêmes sous caution. Dans les années 1870, Gilbey's - décrit à l'époque comme un "importateur de vin et un distillateur" - avait plus de 300 000 gallons de whisky provenant des distilleries de Dublin en stock sous douane et vendait du whisky aux consommateurs sous ses propres étiquettes. Ces whiskeys étaient vieillis au moins six ans dans les propres fûts de sherry de Gilbey's dans ses entrepôts sous douane de Harcourt Street à Dublin.
En 1903, un whisky connu sous le nom de John Jameson & Sons Castle "JJ Liqueur" Whiskey 12 Year Old était commercialisé dans une bouteille de forme et de marquage similaires à celles utilisées pour les embouteillages ultérieurs de Redbreast. Ce whisky était produit à partir de distillat provenant de la distillerie Bow Street à Dublin, la maison du whisky Jameson. Bien que ce whisky ait probablement été le précurseur du Redbreast, la première mention officielle de "Redbreast" ne remonte qu'à 1912, lorsque Gilbey's fait référence à la vente de "Redbreast" J.J. Liqueur Whiskey 12 Year Old. "Redbreast" était un surnom donné à l'un des whiskies par le président de Gilbey's de l'époque, qui était un ornithologue passionné, en référence à Robin le nom anglais du rouge-gorge.
En 1912, Gilbey renomme la bouteille phare de sa gamme de JJ Liqueur whiskey 12 years old en Redbreast Liqueur whiskey 12 years old.
En 1968, Irish Distillers décide de cesser progressivement de fournir du whisky de qualité supérieure à des négociants tels que Gilbey's. Cette décision menace l'avenir de la marque de whisky, car Irish Distillers contrôlait toutes les distilleries de whisky en activité en Irlande à cette époque. Toutefois, à la demande de Gilbey's, Irish Distillers accepte de continuer à fournir du distillat pour la production de Redbreast.
En 1971, Irish Distillers ferme toutes ses distilleries de Dublin (y compris Bow Street) et regroupe la production dans la nouvelle distillerie de Midleton, une installation spécialement construite dans le comté de Cork. En conséquence, la production du whisky Redbreast est transférée de Dublin à Cork.
En 1985, Gilbey's cesse définitivement la production de Redbreast. Elle conclut un accord pour vendre la marque à Irish Distillers en 1986. La marque est ensuite relancée en 1991 après plusieurs années d'absence du marché. Initialement lancée en tant que 12 ans d'âge, Redbreast est par la suite déclinée en 15 ans d'âge, 21 ans d'âge et autres variantes.
En 1985, Irish Distillers achète la marque Redbreast et entreprend de la relancer. Irish Distillers étant la propriété de Pernod Ricard, c'est sur le marché français que la bouteille fait sa réapparition.

## Typicité
Le Redbreast est un single pot still whiskey. Il est composé à base d'orge maltée et d'orge non maltée. Le mélange est distillé trois fois dans trois types d'alambics différents. L'alcool blanc sorti d'alambic est ensuite mis en maturation dans des fûts de bourbon et dans des fûts de xerès. Tout cela est ensuite assemblé dans le but d'obtenir le style Redbreast. Chaque version de la marque propose un assemblage différent et une durée de maturation différente.

## Produits
- Redbreast 12 ans
- Redbreast 15 ans
- Redbreast 21 ans
- Redbreast 25 ans
- Redbreast 27 ans
- Redbreast 12 ans brut de fût
- Redbreast Lustau